# Cerio
El cerio es un mineral y elemento químico de símbolo Ce  y número atómico de 58.  Es uno de los 14 elementos químicos que siguen al lantano en la tabla periódica, denominados por ello lantánidos. El cerio está situado entre el lantano y el praseodimio. 
De color gris metálico similar al hierro, dúctil, se oxida fácilmente al contacto con el aire y se torna pardo rojizo. El cerio es el más abundante de los elementos de las tierras raras, su abundancia representa solo el 0,0046% en peso de la corteza terrestre, donde aparece disperso en diversos minerales, como la cerita, bastnasita y monacita. Existen numerosas aplicaciones comerciales del cerio. Entre estos usos se incluyen catalizadores, aditivos para el combustible para reducir la contaminación ambiental y a los vidrios y esmaltes para cambiar sus colores. El óxido de cerio es un componente importante de los polvos utilizados para pulir vidrios y fósforos utilizados en pantallas y lámparas fluorescentes. Es utilizado también en la "piedra" o "yesca" de los encendedores (aleación ferrocerio).
El cerio fue el primero de los lantánidos en ser descubierto, en Bastnäs, Suecia, por Jöns Jakob Berzelius y Wilhelm Hisinger en 1803, e independientemente por Martin Heinrich Klaproth en Alemania en el mismo año. En 1839, Carl Gustaf Mosander fue el primero en aislar el metal. En la actualidad, el cerio y sus compuestos tienen diversos usos: por ejemplo, el óxido de cerio(IV) se utiliza para pulir el vidrio y es una parte importante de los convertidores catalíticos. El cerio metálico se utiliza en los encendedores de ferrocerio por sus propiedades pirofóricas. El fósforo YAG dopado con cerio se utiliza junto con los diodos emisores de luz azules para producir luz blanca en la mayoría de las fuentes de luz led blancas comerciales.

## Historia

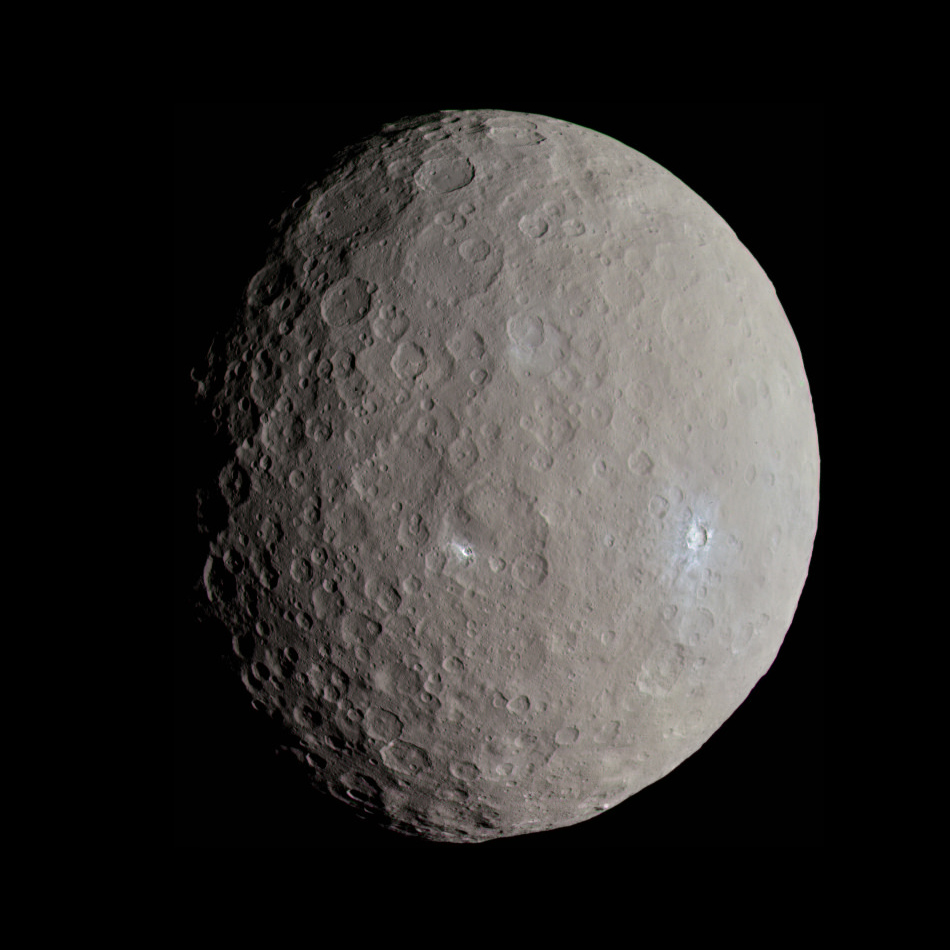
El planeta enano y asteroide Ceres, que da nombre al cerio.

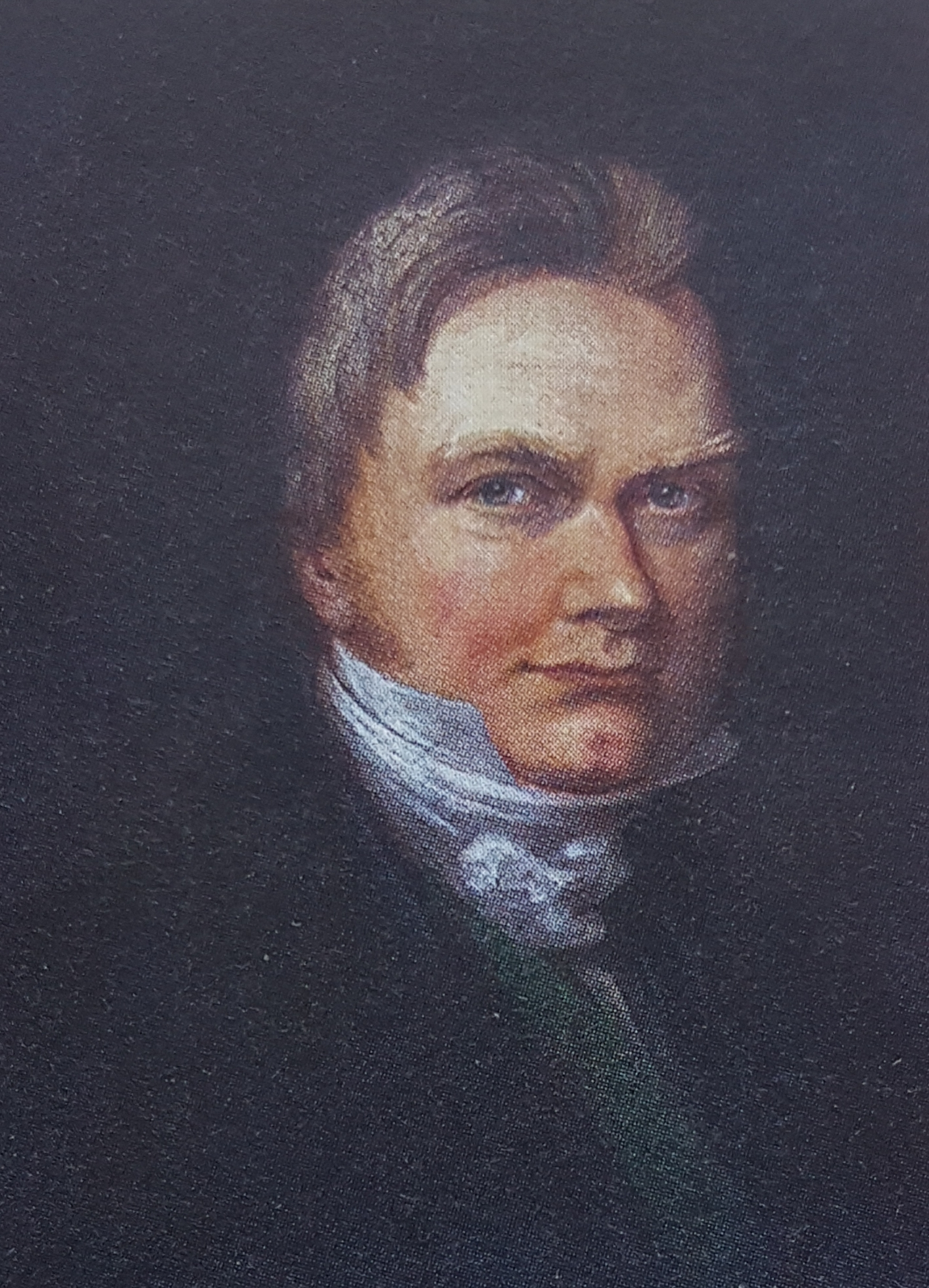
Jöns Jakob Berzelius, uno de los descubridores del cerio

El cerio fue descubierto en Bastnäs en Suecia por Jöns Jakob Berzelius y Wilhelm Hisinger, e independientemente en Alemania por Martin Heinrich Klaproth, ambos en 1803. El cerio fue nombrado por Berzelius en honor al asteroide Ceres, descubierto dos años antes. El asteroide lleva a su vez el nombre de la diosa romana Ceres, diosa de la agricultura, los cultivos de grano, la fertilidad y las relaciones maternas.
El cerio se aisló originalmente en forma de su óxido, que recibió el nombre de ceria, término que aún se utiliza. El metal en sí era demasiado electropositivo para ser aislado con la tecnología de fundición de entonces, una característica de los metales de tierras raras en general. Tras el desarrollo de la electroquímica por parte de Humphry Davy cinco años más tarde, las tierras pronto produjeron los metales que contenían. La ceria, aislada en 1803, contenía todos los lantánidos presentes en el mineral de cerita de Bastnäs (Suecia), por lo que sólo contenía un 45 % de lo que hoy se conoce como ceria pura. No fue hasta que Carl Gustaf Mosander consiguió extraer la lantana y la «didimia» a finales de la década de 1830 que se obtuvo ceria pura. Wilhelm Hisinger era un rico propietario de minas y científico aficionado, y patrocinador de Berzelius. Era propietario y controlaba la mina de Bastnäs, y llevaba años intentando averiguar la composición de la abundante roca ganga pesada (el "Tungsteno de Bastnäs", que a pesar de su nombre no contenía tungsteno), ahora conocida como cerita, que tenía en su mina. Mosander y su familia vivieron durante muchos años en la misma casa que Berzelius, y sin duda Mosander fue persuadido por Berzelius para que investigara más sobre la ceria.
El elemento desempeñó un papel en el Proyecto Manhattan, donde se investigaron los compuestos de cerio en el emplazamiento de Berkeley como materiales para crisoles para la fundición de uranio y plutonio. Por este motivo, se desarrollaron nuevos métodos para la preparación y fundición de cerio en el ámbito del proyecto hijo del Ames (ahora el Laboratorio Ames). La producción de cerio extremadamente puro en Ames comenzó a mediados de 1944 y continuó hasta agosto de 1945.
Tomó su nombre de Ceres, el planeta enano/asteroide que se había encontrado dos años antes, concretamente en 1801. A su vez fue denominado así en honor a la diosa romana de la agricultura, Ceres.

## Descripción
Es el lantánido más abundante y económico. El metal es duro y de color gris acerado, tornándose pardo rojizo. Es buen conductor del calor y la electricidad. Reacciona con los ácidos diluidos y con el agua (produciendo hidrógeno). Es inestable en el aire seco, cubriéndose de una capa de óxido en el aire húmedo.
En la Tierra el cerio es casi tan abundante como el cobre; especialmente en forma de óxido de cerio, que habitualmente se utiliza como polvos abrasivos para pulir vidrio. El metal cerio es pirofórico, lo que significa que se inflama fácilmente. El cerio no realiza ninguna función biológica conocida.
El elemento natural está constituido de los isótopos 136Ce, 138Ce, 140Ce y 142Ce. El 142Ce es prácticamente estable con una vida media de 5 x 1016 años. El cerio se encuentra mezclado con otras tierras raras en muchos minerales, en particular en monacita y bastnasita y también se halla entre los productos de la fisión de uranio, torio y plutonio.

## Características físicas
El cerio es el segundo elemento de la serie de los lantánidos. En la tabla periódica, aparece entre los lantánidos lantano a su izquierda y praseodimio a su derecha, y por encima del actínido torio. Es un metal dúctil con una ductilidad similar a la de la plata. Sus 58 electrones están dispuestos en la configuración [Xe]4f15d16s2, de los cuales los cuatro electrones exteriores son electrones de valencia. Los niveles de energía 4f, 5d y 6s están muy próximos entre sí, y la transferencia de un electrón a la capa 5d se debe a una fuerte repulsión interelectrónica en la compacta capa 4f. Este efecto queda anulado cuando el átomo se ioniza positivamente; así, el Ce2+ por sí solo tiene en cambio la configuración regular [Xe]4f2, aunque en algunas soluciones sólidas puede ser [Xe]4f15d1. La mayoría de los lantánidos sólo pueden utilizar tres electrones como electrones de valencia, ya que después los restantes electrones 4f están demasiado fuertemente ligados: el cerio es una excepción debido a la estabilidad de la capa f vacía en el Ce4+ y al hecho de que se encuentra muy al principio de la serie de los lantánidos, donde la carga nuclear es todavía lo suficientemente baja hasta el neodimio como para permitir la eliminación del cuarto electrón de valencia por medios químicos.
El cerio tiene una estructura electrónica variable. La energía del electrón 4f es casi la misma que la de los electrones 5d y 6s exteriores que están deslocalizados en el estado metálico, y sólo se requiere una pequeña cantidad de energía para cambiar la ocupación relativa de estos niveles electrónicos. Esto da lugar a estados de valencia duales. Por ejemplo, se produce un cambio de volumen de aproximadamente el 10% cuando el cerio se somete a altas presiones o bajas temperaturas. Parece que la valencia cambia de 3 a 4 cuando se enfría o se comprime.

## Aplicaciones
- Convertidores catalíticos para motores de combustión interna.
- Como catalizador del proceso de cracking en la industria del petróleo.
- En aleaciones utilizadas en encendedores.
- El óxido de cerio se usa para el pulido de lentes, instrumentos ópticos y semiconductores.
- En las aleaciones de los imanes permanentes.
- Como en el tratamiento de quemaduras bajo el nombre comercial de flammacerium.
- Antiguamente se utilizaba en mallas para incrementar la luminosidad de lámparas de gas.
- El oxido de Cerio cumple la función de Opacificante en fritas claras, que se usan en formulación de esmalte vítreo.

### Pigmentos y fósforos
La fotoestabilidad de los pigmentos puede mejorarse mediante la adición de cerio, ya que éste proporciona a los pigmentos solidez a la luz y evita que los polímeros claros se oscurezcan con la luz solar.
Un ejemplo de un compuesto de cerio utilizado por sí solo como pigmento inorgánico es el sulfuro de cerio(III) rojo vivo (rojo de sulfuro de cerio), que se mantiene químicamente inerte hasta temperaturas muy altas. El pigmento es una alternativa más segura a los pigmentos basados en seleniuro de cadmio resistentes a la luz pero tóxicos.
La adición de óxido de cerio a las antiguas placas de vidrio de los tubos de rayos catódicos para televisión fue beneficiosa, ya que suprime el efecto de oscurecimiento por la creación de defectos en el centro F debido al continuo bombardeo de electrones durante el funcionamiento.
El cerio también es un componente esencial como dopante para los fósforos utilizados en las pantallas de televisión CRT, las lámparas fluorescentes y, posteriormente, los Diodos emisores de luz blanca. El ejemplo más utilizado es granate de aluminio de itrio dopado con cerio(III) (Ce:YAG) que emite luz verde a amarillo-verde (550-530 nm) y también se comporta como un centelleador.

### Otras aleaciones y refractarios
Sales de cerio, como los sulfuros Ce2S3 y Ce3S4 , fueron considerados durante el Proyecto Manhattan como materiales refractarios avanzados para la construcción de crisoles que podrían soportar las altas temperaturas y condiciones fuertemente reductoras al colar plutonio metálico . A pesar de sus propiedades deseables, estos sulfuros nunca fueron ampliamente adoptados debido a problemas prácticos con su síntesis.
El cerio se utiliza como elemento de aleación en el aluminio para crear aleaciones de aluminio eutécticas moldeables con un 6–16% en peso de Ce, a las que se pueden añadir más Mg y/o Si. Estas aleaciones Al-Ce tienen una excelente resistencia a altas temperaturas y son adecuadas para aplicaciones automotrices por ejemplo en culatas. Otras aleaciones de cerio incluyen Pu-Ce y Pu-Ce-Co aleaciones de plutonio, que se han utilizado como combustible nuclear.

## Minerales
Las principales menas de cerio son la cerita, la bastnasita y la monacita.

## Efectos sobre la salud
El óxido de cerio es un abrasivo que puede encontrarse en algunos ambientes de trabajo, donde constituye un riesgo al ser inhalado en forma de partículas finas. La exposición prolongada puede provocar embolias pulmonares. El cerio, al igual que otros lantánidos, puede sustituir al calcio en algunos procesos metabólicos. Sin embargo, su absorción por vía oral es muy baja y no constituye un peligro inmediato. El cloruro de cerio administrado por vía intravenosa puede inducir fallo cardiovascular y hepático.

## Efectos sobre el ambiente
El cerio es vertido que al tocar el se oxida muy fácil mente por lugares diferentes, principalmente por industrias productoras de petróleo. También puede entrar en el medio ambiente cuando se tiran los equipos domésticos. El cerio se acumula gradualmente en los suelos y en el agua de los suelos y esto lleva finalmente a incrementar su concentración en humanos, animales y partículas del suelo. En los animales acuáticos provoca daños a las membranas celulares, lo que tiene varias influencias negativas en la reproducción y en las funciones del sistema nervioso.

## En la literatura
En El Sistema Periódico, el escritor y químico de profesión Primo Levi dedica el capítulo "Cerio" a su estadía en el campo de concentración de Auschwitz, donde sobrevivió gracias al intercambio de pequeñas varillas de ferrocerio por comida. 